# L'Abellar
L'Abellar és una muntanya de 163 metres que es troba al municipi de Montoliu de Lleida, a la comarca catalana del Segrià.